# Vacrothele
Vacrothele – rodzaj pająków z infrarzędu ptaszników i rodziny Macrothelidae. Obejmuje 5 opisanych gatunków. Wszystkie są endemitami Chin.

## Morfologia
Ptaszniki niewielkich i średnich rozmiarów ciała, ubarwione głównie ciemnokasztanowo. Samce są wyraźnie mniejsze od samic. Karapaks mają gładki, nagi, zaopatrzony w głębokie, poprzeczne jamki. Oczy pary przednio-bocznej leżą bardziej z przodu niż przednio-środkowej, a pary tylno-bocznej bardziej z przodu niż pary tylno-środkowej. Szczękoczułki są czarne i mają na przednich krawędziach rowków pojedynczy szereg dużych zębów, a na tylnych ich krawędziach jedynie ząbki małe, ustawione w krótkim szeregu w części nasadowej. Warga dolna i endyty szczęk wyposażone są w bardzo liczne kuspule. Sternum zaopatrzone jest w trzy pary sigilli, z których para tylna jest największa. Odnóża mają stopy opatrzone kolcami i pozbawione skopuli oraz przypazurkowych kępek włosków. W przeciwieństwie do Macrothele na biodrach i krętarzach nogogłaszczków i odnóży brak jest wiosłowatych szczecin (kolców) bocznych. Opistosoma (odwłok) ma cztery kądziołki przędne; te pary tylno-środkowej są jednoczłonowe i oddalone od siebie o około cztery swoje średnice, a te pary tylno-bocznej są smukłe i zbudowane z trzech członów. U samca wierzchołkowy człon kądziołków tylno-bocznych jest biały, u samicy zaś białe są całe kądziołki tylno-środkowe oraz podstawy i wierzchołki kądziołków tylno-bocznych.
Nogogłaszczki samca różnią się od tych u Macrothele krótszymi i grubszymi, bardziej regularnie rozmieszczonymi kolcami grzbietowymi goleni oraz trąbkowatym, a nie igłowatym wierzchołkiem embolusa. Ponadto samce Vacrothele cechują się obecnością od 5 do 9 grubych, długich i regularnie rozmieszonych kolców pośrodku brzusznej strony goleni odnóży drugiej pary. Samice Vacrothele różnią się od Macrothele kształtem otworu kopulacyjnego – ma on szeroką podstawę i zwęża się stopniowo ku końcowi. Spermateki mają formę palcowatą.

## Taksonomia
Rodzaj ten wprowadzony został w 2022 roku przez Tanga Yani i Yanga Zizhong w publikacji współautorstwa Wu Yaying i Zhao Yu. Gatunkiem typowym wyznaczono Macrothele hunanica. Jest to jeden z dwóch, obok siostrzanego Macrothele, rodzajów Macrothelidae. Przed 2022 rokiem rodzina ta była taksonem monotypowym.
Do rodzaju tego zalicza się 5 opisanych gatunków:
- Vacrothele digitata (Chen, Jiang & Yang, 2020)
- Vacrothele hunanica (Zhu & Song, 2000)
- Vacrothele palpator (Pocock, 1901)
- Vacrothele pseudohunanica Tang, Wu, Zhao & Yang, 2022
- Vacrothele uncata Tang, Wu, Zhao & Yang, 2022